# Fotografie

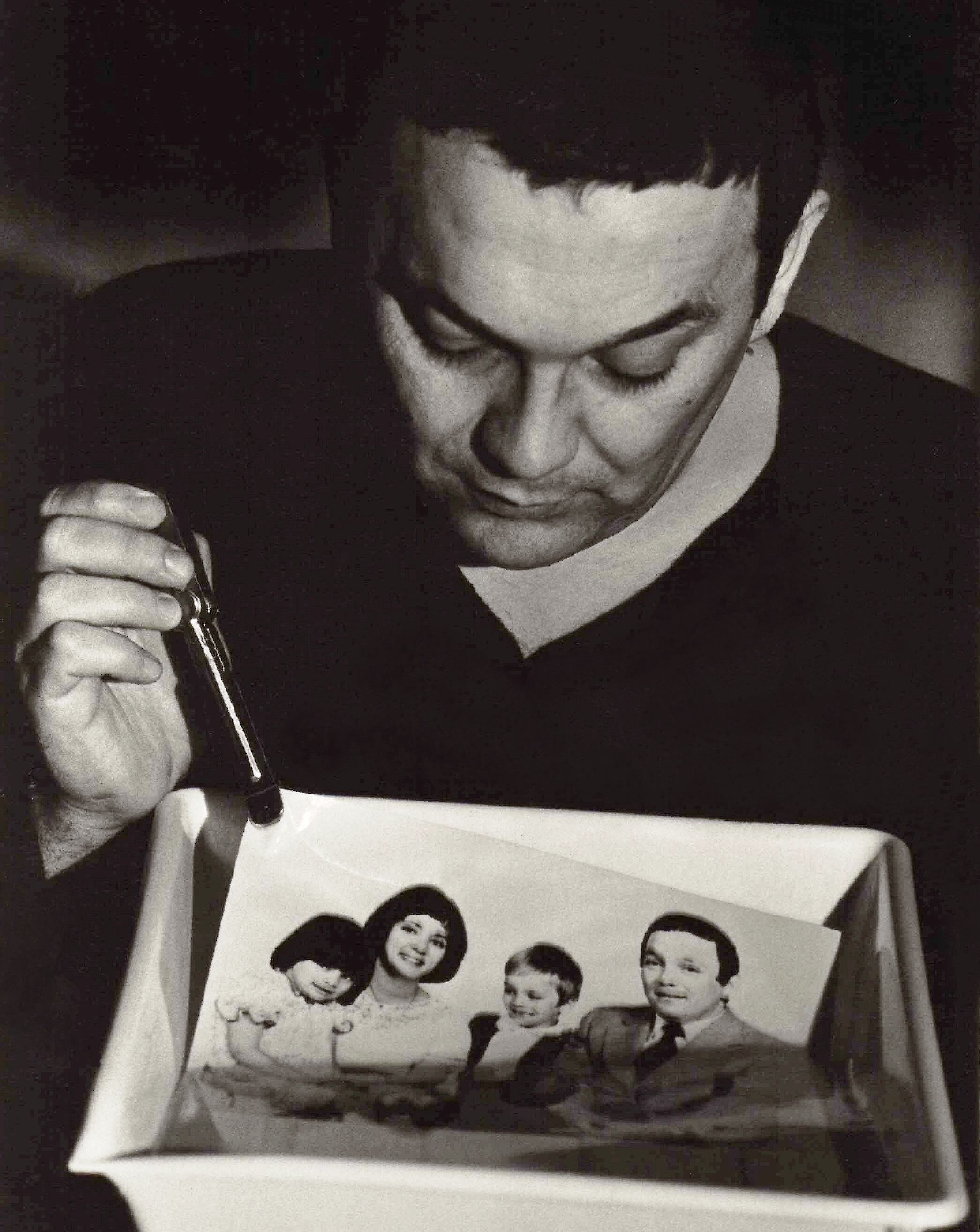
In de donkere kamer

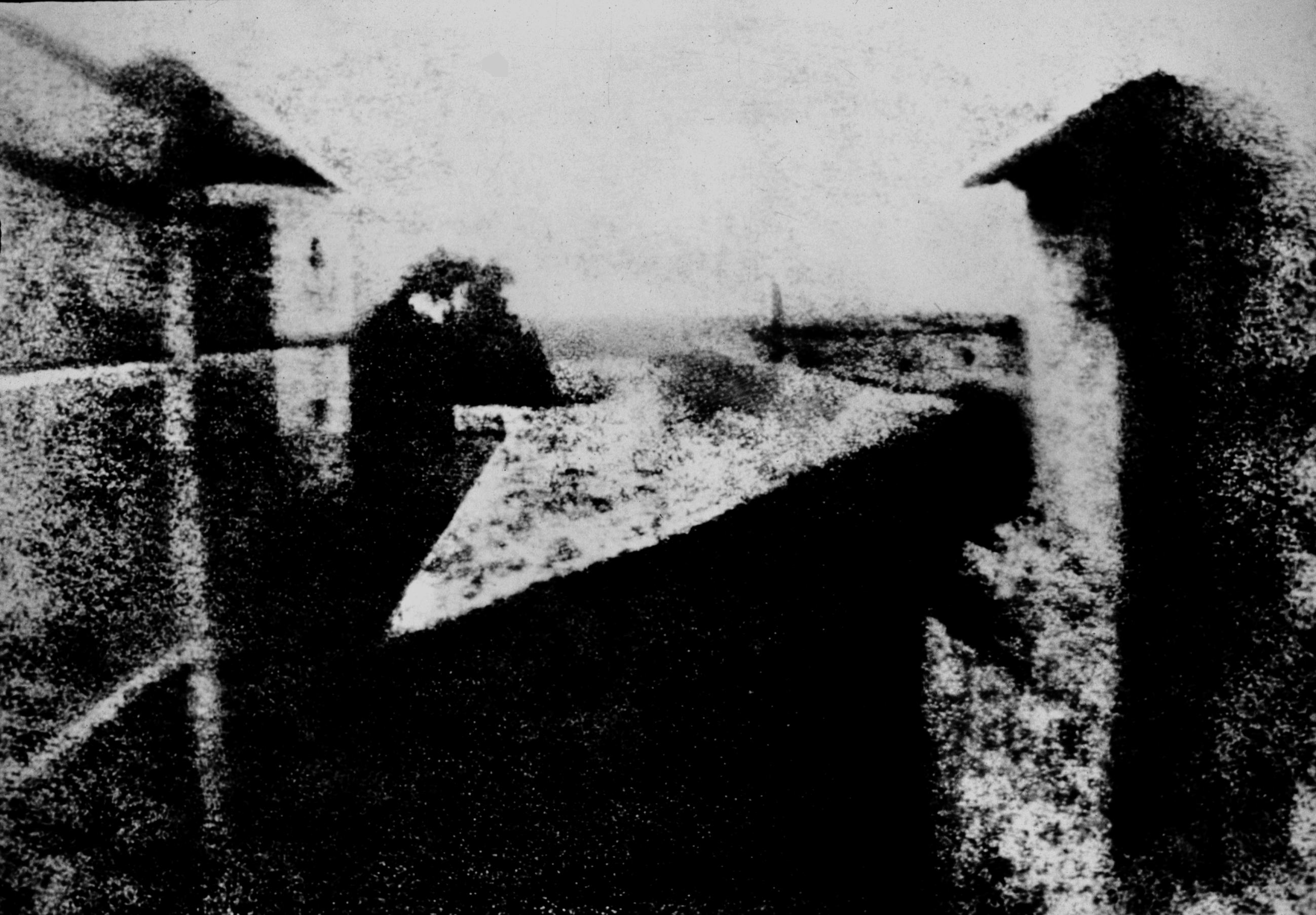
De eerste permanente foto met het zicht vanuit een dakraam, gemaakt met een lichtgevoelige bitumen, 1826.

Fotografie is het met behulp van licht en/of andere vormen van straling vastleggen van afbeeldingen van voorwerpen en verschijnselen op radiatie- of stralingsgevoelig materiaal. Het woord is afgeleid van het Grieks en betekent letterlijk schrijven met licht (φῶς (phōs): licht, en γράφειν (graphein): schrijven).
Iemand die beroepsmatig fotografie verricht heet een fotograaf. Zeker met de huidige digitale techniek zijn er steeds meer mensen die met een fotobewerkingsprogramma foto's maken. Hiervoor is niet noodzakelijk een fotocamera nodig; men kan bestaande foto's makkelijk bewerken tot een eigen product. Echter, voor het nemen van een foto maakt men wel degelijk gebruik van een camera. Een afdruk van een voorwerp dat direct op lichtgevoelig materiaal gelegd is en vervolgens belicht, is een fotogram.

## Geschiedenis

### 1826
Al in 1826 maakte Joseph Nicéphore Niépce foto's door een plaat die was bedekt met een lichtgevoelige bitumen (een soort asfalt) in een camera obscura bloot te stellen aan licht. Hij had hiervoor een belichtingstijd van acht uur nodig bij helder zonlicht. De foto maakte hij van zijn dak via het dakraam en door het draaien van de zon ziet men de schaduw van twee kanten. De beelden die waren gemaakt met deze techniek noemde hij retinas ("netvlies"). Deze bitumenbeelden, die naast zwart en wit ook grijstinten konden tonen, konden ook worden gefixeerd en in positieve beelden worden omgezet.
In het Franse plaatsje Saint-Loup-de-Varennes – de plaats waar Joseph Nicéphore Niépce zijn eerste proeven deed – staat een monument met de tekst "DANS CE VILLAGE NICÉPHORE NIÉPCE INVENTA la PHOTOGRAPHIE en 1826".
In 2002 werd echter een foto van Niépce ontdekt die dateert van 1825. Het is een foto van een gravure die een jonge stalknecht met een paard aan het leidsel laat zien. Hij werd aangekocht door de Bibliothèque nationale de France voor 450.000 euro.

### 1831

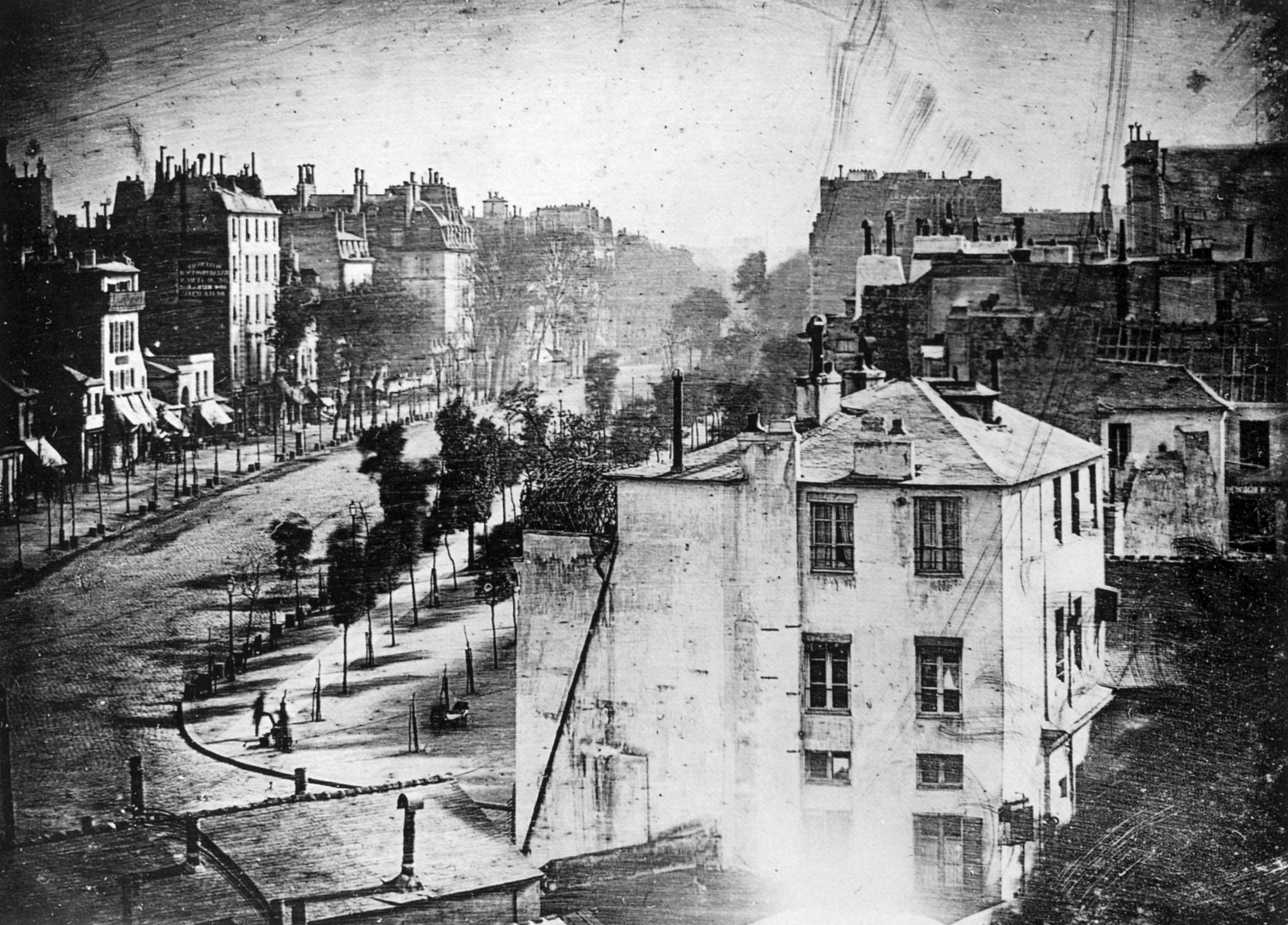
Daguerreotypie van de Boulevard du Temple in het 3e arrondissement van Parijs. De eerste fotografische afbeelding van een mens (Daguerre, 1838). De afbeelding toont een drukke weg, maar omdat de belichtingstijd 4 a 5 minuten] bedroeg werd het verkeer niet vastgelegd. Alleen linksonder zijn een schoenpoetser en zijn klant zichtbaar, doordat ze lang genoeg stilstonden om te worden geregistreerd.

Louis-Jacque Monde Daguerre wordt ook vaak beschouwd als de uitvinder van de fotografie. In 1831 zette Daguerre de proefnemingen van Niépce voort met zilverjodide als lichtgevoelig materiaal. Het werd ontwikkeld boven kwikdamp en gefixeerd met een zoutoplossing. Met een belichtingstijd van 15 minuten in de zon tot 30 minuten in de schaduw. Werd de spiegel met geheugen genoemd. Het is een gedetailleerd beeld maar broos en omslachtig, duur en een uniek exemplaar dat niet reproduceerbaar is. Hij is ook de uitvinder van diorama: soort projectie met lichteffecten. 

### 1834
In 1834 begon William Fox Talbot te experimenteren. Hij ontwikkelde een methode om papier lichtgevoelig te maken door het te dompelen in een zwakke zoutoplossing en daarna in een zilvernitraatoplossing. De lichtgevoeligheid van zilvernitraat was reeds in 1727 ontdekt door Johann Heinrich Schulze maar was tot dan toe niet meer dan een curiositeit en kermisattractie. Thomas Wedgwood en Humphry Davy slaagden er in 1802 al in onder invloed van licht een beeld te vangen op voorbewerkt papier, alleen lukte het hun niet dit beeld te fixeren. Talbot lukte dit wel, door ze te dompelen in een sterke zoutoplossing. Ook ontdekte hij het negatief-positiefprocedé.

### 1837
In 1837 ontdekte Daguerre bij toeval de mogelijkheid van ontwikkeling van het latente beeld. Hij had een gejodeerde verzilverde koperplaat kort belicht en hierna blootgesteld aan kwikdamp. Hierop bleek zich een beeld te hebben gevormd. Hij noemde dit proces daguerreotypie.

### 1839
De 'uitvinding van de fotografie' werd in januari 1839 bijna gelijktijdig in Parijs en in Londen aangekondigd. In het najaar van 1839 maakte apotheker Hallegraeff in Zutphen de eerste ‘Nederlandse’ foto’s in zijn laboratorium aan de Houtmarkt 79. De foto’s zijn opgenomen in een liber amicorum en in het Stedelijk Museum aldaar aanwezig.

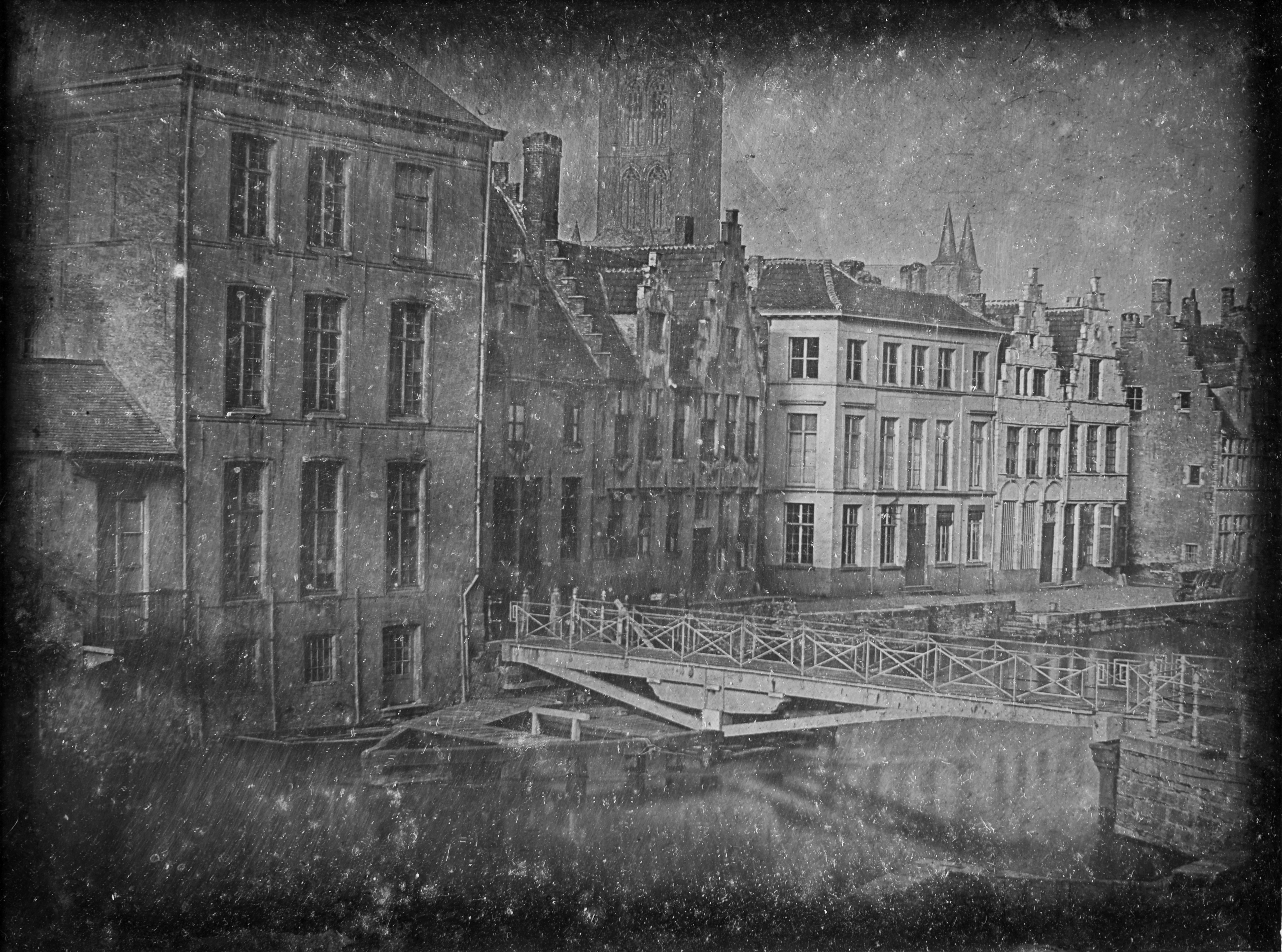
Gezicht in spiegelbeeld op de Predikherenbrug over de Leie, de Predikherenlei en de toren van de Sint-Niklaaskerk te Gent. Deze daguerreotypie is de oudste foto van Gent en wellicht België. Het dateert van oktober 1839, wanneer optieker François Braga de eerste daguerreotype camera mee naar Gent bracht. Hij nam de foto samen met zijn vriend Joseph Pelizarro, op het tweede verdiep in het huis van rechter Philippe Van de Velde op de Ajuinlei. Van de vier daguerreotypes die gemaakt werden, zijn twee in de collectie van STAM – Stadsmuseum Gent opgenomen. De andere twee daguerreotypes zijn niet meer teruggevonden.

### 1840
Hippolyte Bayard is een vergeten pionier die klaagde over de erkenning die hij miste. Hij maakte het eerste zelfportret, Self portrait as a drowned man, dat daardoor ook het eerste geënsceneerde beeld is. Hij gebruikte een direct positief procedé waarbij zilverchloridepapier wordt belicht tot het verdonkert. Het verdwijnt in een bad en wordt in de camera belicht tot een positief beeld. 

### jaren-1840
Calotypie (ook wel talbotypie genoemd) werd in 1841 uitgevonden door William Fox Talbot.
De fotograaf Richard Beard opent in 1841 in de Regent Street te Londen de eerste fotostudio ter wereld.
De Franse fotograaf Louis Désiré Blanquart-Evrard publiceert in 1847 de door hem uitgevonden albuminedruk. Daarmee kunnen negatieven direct worden afgedrukt op papier.

### jaren 1850
- Omstreeks 1850 werd door Frederick Scott Archer het collodiumprocedé uitgevonden. Daarbij verving men de papieren drager door glas en hechtte men de zilverhalogeniden met behulp van een collodiumlaag op deze doorzichtige basis. Deze glasplaten moesten terwijl ze nat waren worden belicht en meteen worden afgewerkt.
- De Fransman Félix Nadar maakte in 1858 vanuit een luchtballon de eerste luchtfoto.

### 1861
In 1861 maakte James Maxwell met drie kleurfilters de eerste kleurenfoto.

### 1871
In 1871 vond de Engelse arts Richard Maddox een droge methode uit, de zilvergelatinedruk. Hij gebruikte daarvoor een glasplaat waarop zilverbromide in een gelatinelaag ingebed werd. Dit is de oervorm van de huidige fotografische films.

### 1879
In 1879 richtte Alfred Hugh Harman Ilford op onder de naam Britannia Works Company.

### 1880-1889
- In 1881 richtte George Eastman het bedrijf Kodak op onder de naam Eastman Dry Plate Company. In 1888 bracht hij de eerste fotocamera met rolfilm voor het grote publiek uit. Met de slogan "You press the button, we do the rest", werd deze camera aan de man gebracht. Deze camera kreeg de naam "KODAK". Hiermee konden 100 opnames per filmrol worden gemaakt. Als de rol vol was stuurde de fotograaf de camera met filmrol naar de Eastman Kodak Company. Vervolgens drukte het bedrijf de foto's tegen betaling af en stuurde de afgedrukte foto's én de camera met nieuwe filmrol terug naar de fotograaf.
- De introductie van de sluiter in de jaren-1880 maakte het fotograferen veel gemakkelijker. Daarvoor zat er een dop op de lens; als de fotograaf die wegnam moest hij / zij de seconden tellen van de gewenste belichting en daarna de dop terugplaatsen.[2]

### 1891
In 1891 vond Gabriel Lippmann de methode van het reproduceren van fotografische kleuren uit, gebaseerd op het fenomeen interferentie, later bekend als het lippmannproces. In 1908 won hij hiervoor de Nobelprijs voor Natuurkunde.

### 1900 - 1909
- In de jaren na 1900 komt het magnesiumlicht bij de fotografen in gebruik, dat in 1899 is gepatenteerd door Joshua Lionel Cowen. Hoewel niet ongevaarlijk, vergroot het aanzienlijk de mogelijkheden in de fotostudio's.
- Het in 1903 door de gebroeders Lumière aangevraagde patent op het autochroomproces wordt toegekend en door hen op de markt gebracht. Dit is een vroege vorm van kleurenfotografie.

### 1930
In 1930 werd het mogelijk foto's (gemaakt met rolletjes) meermaals af te laten drukken door middel van negatieven van een 35mm-rolletje .

### 1960
Rond 1960 werd het voor consumenten mogelijk kleurenfoto's te maken. Lange tijd waren er problemen met het vastleggen van de kleur rood, maar de techniek was rond 1960 ver genoeg om kleurenfoto's voor de consument aan te bieden.

### 1981
In 1981 kwam het eerste digitale fototoestel op de markt waarmee digitale fotografie mogelijk is geworden. De traditionele camera, geladen met film, werd vervangen door een camera met een lichtgevoelige beeldsensor.

## Fototoestel
De camera vindt zijn oorsprong in de camera obscura die door beeldende kunstenaars sinds de renaissance gebruikt werd om realistische afbeeldingen te produceren. Het eigenlijke fototoestel ontstaat door achteraan in de camera een lichtgevoelig element te plaatsen.
Oorspronkelijk was het lichtgevoelig element een fotochemische stof, later kwamen digitale camera's met elektronische lichtgevoelige cellen in voege. De meest gebruikte lichtgevoelige chemische stoffen waren zilverhalogeniden. Een chemische foto moest ontwikkeld worden, dat wil zeggen dat het lichtgevoelig materiaal een aantal chemische bewerkingen moest ondergaan in een donkere kamer. Bij een instantcamera gebeurden die chemische processen automatisch in de foto zelf, zodat hij al na enkele tientallen seconden beschikbaar werd.
De lens die het licht van het voorwerp op de gevoelige plaat focuseert, heet objectief. Moderne objectieven zijn altijd samengestelde lenzen om de inherente gebreken van enkelvoudige lenzen (zoals chromatische aberratie) te corrigeren. De brandpuntsafstand van het objectief bepaalt de beeldgrootte: een telelens heeft een grotere brandpuntsafstand dan een groothoeklens. Sommige camera's laten toe het objectief te vervangen door een ander. Een zoomlens beschikt over een variabel bereik van brandpuntsafstanden.
De zoeker helpt de fotograaf precies te bepalen welke voorwerpen in beeld komen. Soms is de zoeker een apart gemonteerd lenzenstelsel, maar bij veel camera's wordt het zoekerbeeld eveneens door het objectief gevormd. Bij een reflexcamera gebeurt dit door een opklapbare spiegel.

## Relatie met andere uitdrukkingsvormen
In vergelijking met andere uitdrukkingsvormen als pictogrammen, diagrammen en kaarten, maar ook tekst zorgt de fotografie voor de zuiverste benadering (maar niet per definitie: beste benadering) van de werkelijkheid, als de digitale of analoge nabewerking en manipulatie uitblijft. Daarmee dragen foto's maximaal bij aan een juiste communicatie van het overbrengen van een bepaalde gedachte over (een deel van) de werkelijkheid. Deze zienswijze wordt verder toegelicht in visualisatie.

## Hulpmiddelen

### Flitser
Als de hoeveelheid aanwezig licht te klein is voor een gewone foto, kan de fotograaf gebruik maken van een flitser die heel kort een grote hoeveelheid licht op het te fotograferen voorwerp laat vallen. Traditionele flitsers werkten eenmalig met het verbranden van een hoeveelheid magnesium of met het doorbranden van een gloeilamp; moderne flitsers sturen een grote elektrische stroom door een herbruikbare gasontladingslamp.

### Scherpstellen en scherptediepte
Een typische objectieflens, met een diameter van enkele cm, vormt alleen van voorwerpen op een welbepaalde afstand een scherp beeld. De relatie tussen voorwerpsafstand {\displaystyle v,} beeldafstand {\displaystyle b} en brandpuntsafstand {\displaystyle f} is de lenzenformule:
{\displaystyle {1 \over v}+{1 \over b}={1 \over f}}
De afstand tussen de lens en het beeldelement kan bij de meeste camera's geregeld worden om een zo scherp mogelijk beeld te krijgen van het te fotograferen voorwerp. Andere voorwerpen die zich op de voor- en achtergrond bevinden, worden onscherp afgebeeld. Fotografen proberen vaak dit effect te maximaliseren om de aandacht van de toeschouwer op het eigenlijke onderwerp van de foto te vestigen.
Bij de kleine objectieflens van een smartphone is het scherptediepte-effect nauwelijks zichtbaar; daarom zijn veel smartphones uitgerust met software om kunstmatig bepaalde delen van de foto wazig te maken.

### Filters
Een filter is een doorzichtige plaat, meestal van glas of kunststof, die zich voor het objectief bevindt en die de eigenschappen van het invallende licht beïnvloedt om een bepaald effect te bekomen: meestal het wijzigen van de kleur van het beeld, maar bijvoorbeeld ook om spiegelende oppervlakken te verzwakken of te versterken (polarisatiefilter) of om te vermijden dat ongewenst UV-licht het beeld vertroebelt.

## Bijzondere technieken

### Gaatjescamera
Bij een gaatjescamera is de lens vervangen door een gaatje in een ondoorschijnend scherm. Hierdoor is het beeld op alle afstanden scherp, maar door de kleine lichthoeveelheid is doorgaans een lange belichtingstijd nodig.

### Luchtfotografie
Fotografie vanuit een vliegtuig, een helikopter, een luchtballon of een drone biedt een uniek camerastandpunt, maar door de trillingen van het vervoermiddel zijn speciale maatregelen nodig om bewegingsonscherpte te vermijden. Als de foto's als basis dienen voor de aanmaak van plattegronden of kaarten, moeten ze achteraf nog tot orthofoto's worden omgevormd door compensatie van het perspectief.
Satellietfotografie is een extreme vorm van luchtfotografie en stelt een aantal bijkomende technische uitdagingen.

### Onderwaterfotografie
De belangrijkste uitdagingen bij het nemen van foto's onder een wateroppervlak zijn enerzijds het drooghouden van de camera door een speciale behuizing, die voor sommige toepassingen bestand moet zijn tegen hoge vloeistofdrukken, en anderzijds de geringe hoeveelheid beschikbaar licht. Ook kan verkleuring optreden, evenals vervormingen door lichtbreking aan de beschermende glasplaat.

### Astrofotografie
Astrofotografie is het fotograferen van hemellichamen. Daarbij kan gebruik gemaakt worden van traditionele fotografische objectieven, maar vaak wordt de behuizing van de camera zonder objectief achter een astronomische telescoop geplaatst. Er bestaan ook speciale telescooptypes die uitsluitend geschikt zijn voor fotografie.
Veel astronomische objecten zijn lichtzwak, en dan is de uitdaging de stabiliteit van het beeld bij de vaak extreem lange belichtingstijden. Dit wordt opgelost door de telescoop te monteren op een automatisch volgsysteem dat nauwkeurig meebeweegt met de beweging van de sterren aan de hemel.
De nadelige effecten van lichtvervuiling kunnen gedeeltelijk worden gecompenseerd met speciale filters.

### Fotogram
Een fotogram is een fotografische afbeelding die zonder camera wordt gemaakt. Een traditioneel fotogram ontstaat door in de donkere kamer enkele kleine voorwerpen op een lichtgevoelig fotopapier te leggen, en korte tijd het licht aan te steken.
Kirlianfotografie ontstaat door het effect van coronale ontlading tussen een fotopapier en een voorwerp dat erop geplaatst is onder hoogfrequente elektrische hoogspanning. Het beeld bestaat uit stralen die vertrekken vanuit het silhouet van het voorwerp. Een oudere term is elektrografie.

### Stereofotografie
Stereofotografie bestaat uit het maken van twee gelijktijdige opnamen met camera's op ca. 6,5 cm van elkaar wat overeenkomt met de gemiddelde afstand tussen twee mensenogen. Daarmee is het mogelijk om diepte te zien.

### Holografie
Een hologram is een foto met zeer hoge resolutie waarin aanvullende informatie over de richting van de lichtinval is verwerkt zodat een driedimensionaal beeld ontstaat. Bij de productie van hologrammen wordt gebruik gemaakt van een coherente, monochromatische lichtbron zoals een laser.

### Niet-visuele fotografie
In tegenstelling tot het menselijk oog kan een fotografisch element gevoelig zijn voor andere soorten elektromagnetische straling dan alleen zichtbaar licht.
Bij infraroodfotografie neemt de camera warmtestraling waar. NIR of nabije infraroodfotografie neemt IR-straling met korte golflengten waar zoals die door voorwerpen wordt weerkaatst, of zoals uitgestraald door gloeiende voorwerpen. Speciale detectoren kunnen ook de warmtestraling van aardse voorwerpen op normale temperatuur (doorgaans met langere golflengten) in beeld brengen.
Een röntgenfoto maakt gebruik van het sterk penetrerend vermogen van röntgenstralen om de binnenkant van levende wezens of industriële installaties (bijvoorbeeld pijpleidingen) te onderzoeken.